# Domica
La grotte Domica est une grotte située dans la localité de Kečovo en Slovaquie. Elle constitue un complexe de plus de 25 km de galeries reliées avec la grotte Baradla en Hongrie.

## Protection
La grotte Domica est classée patrimoine mondial par l'UNESCO comme faisant partie des grottes du karst d'Aggtelek et du karst de Slovaquie.